# Comitato amministrativo speciale
Il Comitato amministrativo speciale è stata un'autorità politica di controllo dell'Oblast' autonoma del Nagorno Karabakh.
Essa venne istituita il 12 gennaio 1989 dal Soviet Supremo dell'Urss e a capo di essa venne messo Arkady Volsky. Il Comitato, operativo dal 20 gennaio, composto da otto membri, conferì alla regione del Nagorno Karabakh una speciale forma di amministrazione in quanto la stessa, formalmente ancora appartenente alla RSS Azera fu tuttavia svincolata da essa e rispose direttamente all'autorità di Mosca.
VolskY era già stato nominato nel luglio del 1988  rappresentante del Comitato centrale e del Soviet Supremo in Karabakh.
Il 28 novembre 1989 il Comitato amministrativo speciale verrà, a sorpresa, sostituito dal Comitato organizzativo repubblicano che riportò sostanzialmente il controllo della regione nell'area azera; a capo dello stesso venne inizialmente indicato lo stesso Volsky ma dopo i fatti del cosiddetto pogrom di Baku (gennaio nero) al suo posto fu insediato Victor Polyanichko.